# 吉米·米斯垂
吉米·米斯垂（英語：Jimi Mistry，1973年1月1日—）是一位英国演员。出生于英格兰約克郡Scarborough，有父亲是印度裔，母亲是爱尔兰人。他与Meg Leonard结婚后离婚。